# Wensley Bundel
Wensley Rinaldo Bundel (Paramaribo; 26 de junio de 1948-2 de junio de 2024) fue un entrenador y jugador de fútbol surinamés que dirigió por última vez al SV Transvaal de la Hoofdklasse.
Como jugador, jugó en el Hoofdklasse para S.V. Transvaal, y para la selección nacional de Surinam donde ayudó a ganar cinco títulos nacionales y dos Copas de Campeones de Concacaf, durante el período más exitoso del club. También ha dirigido al H.O.B. (House Of Billiards), Transvaal y la selección nacional de Surinam durante el transcurso de su carrera.
Es considerado uno de los mejores mediocampistas defensivos en la historia del deporte en Surinam, habiendo ayudado también a Surinam a ganar el Campeonato CFU en 1978.

## Trayectoria
Comenzó su carrera jugando con el S.V. Transvaal en el SVB Hoofdklasse, la máxima categoría del fútbol en Surinam. Era el mejor amigo de Roy George, que pertenecía su archirrival S.V. Robinhood excepto en el campo, donde la competencia era feroz.
En 1973, el SV Transvaal quedó invicto y ganó el título de liga, así como la Copa de Campeones de la Concacaf, la primera para el club. En 1974, Transvaal ganó el título de liga nuevamente y en 1975 terminaron como subcampeones en la Copa de Campeones, perdiendo ante el Atlético Español de México por 5-1 en el marcador global en la final.
También ayudó a Transvaal a llegar a la final de la Copa de Campeones de la Concacaf de 1981 una vez más, ganando el título 2-1 en puntaje global contra C.D. Atlético Marte de El Salvador. El 10 de enero de 1982, jugó en un partido amistoso entre S.V. Transvaal y AFC Ajax, que terminó en una derrota por 3-0 en el National Stadion.

## Selección nacional
Hizo su debut el 4 de octubre de 1970 en una victoria por 3-2 contra Trinidad y Tobago, en un partido amistoso celebrado en el Estadio Surinam.
Jugó un papel importante en las campañas clasificatorias de la Copa Mundial de la FIFA de 1970 y 1978, y también ayudó a su equipo a ganar el Campeonato CFU de 1978.

## Trayectoria como entrenador
Fue gerente de House Of Billiards, compitiendo en la Hoofdklasse de 2003. En 2005, entrenó al equipo nacional de Surinam en el Torneo Suriprofs anual en Ámsterdam, terminando en segundo lugar.
En 2007, llevó a la selección nacional sub-19 de Surinam a un primer lugar en los Juegos Inter-Guyana. También dirigió al equipo para las eliminatorias de la Copa del Caribe de 2008 y 2010 y la Copa Parbo Bier de 2010.
Ese mismo año, se convirtió en el gerente de su antiguo club S.V. Transvaal. Después de cuatro temporadas turbulentas, y con el club en un momento casi enfrentando el descenso, renunció en 2014 y lo remplazó el exjugador del equipo Jimmy Letnom.

## Vida personal
Es el padre del ex internacional surinamés Rosano Bundel, quien también jugó en el S.V. Transvaal. El 24 de marzo de 2012 su hijo de 28 años fue condenado a cadena perpetua por el asesinato de George Tabetando en Atlanta, Georgia, Estados Unidos, en lo que se conoció como los tiroteos de Cumberland Mall de 2011.

## Palmarés

### Títulos nacionales
| Título      | Equipo    | País    | Año  |
| ----------- | --------- | ------- | ---- |
| Hoofdklasse | Transvaal | Surinam | 1968 |
| Hoofdklasse | Transvaal | Surinam | 1969 |
| Hoofdklasse | Transvaal | Surinam | 1970 |
| Hoofdklasse | Transvaal | Surinam | 1973 |
| Hoofdklasse | Transvaal | Surinam | 1974 |

### Títulos internacionales
| Título                           | Equipo (*) | Sede              | Año  |
| -------------------------------- | ---------- | ----------------- | ---- |
| Copa de Campeones de la Concacaf | Transvaal  | Surinam           | 1973 |
| Copa de Naciones de la CFU       | Surinam    | Trinidad y Tobago | 1978 |
| Copa de Campeones de la Concacaf | Transvaal  | Surinam           | 1981 |

(*) Incluyendo la selección.